# Ramund
Ramund ist ein Volkslied, das in vielen verschiedenen Versionen in den nordischen Ländern bekannt ist. Es stammt wahrscheinlich ursprünglich aus Schweden und ist in seiner bekanntesten Form Teil des Højskolesangbogens unter dem Titel Ramund var sig en bedre mand (Ramund war ein besserer Mann).

## Frühere Versionen
Eine der ältesten schriftlichen Versionen des Textes stammt aus dem Jahr 1761 und wurde von Torleiv Hannaas aufgezeichnet. Es wurde 1812 bis 1814 in Udvalgte danske Viser fra Middelalderen in voller Länge veröffentlicht.
In Danmarks gamle Folkeviser, Band I, der 1853–54 erschien, gibt es eine Version des Liedes mit 30 Versen, in der er statt Ramund „Ranild“ heißt.
Die Melodie des Liedes existiert ebenfalls in mehreren Varianten. Eine davon, die aus Udvalgte danske Viser fra Middelalderen stammt, wurde 1869 von Andreas Peter Berggreen für Klavier arrangiert. In dieser Version ist der Text in der heute bekanntesten, gekürzten Form zu finden.
Der Folkloreforscher Evald Tang Kristensen nahm das Lied in drei Textvarianten und zwei Melodievarianten auf, die er 1903 in Et Hundred Old Danske Skjæmteviser veröffentlichte.

## Die Ramund-Figur
Das Gedicht entstand wahrscheinlich erst nach dem Mittelalter und obwohl die Figur Ramund einige Ähnlichkeiten mit der Hauptfigur in der Saga von Romund Gripssøn (Romund Gripssøns saga) aufweist, haben die Handlung im Gedicht und die Saga nicht viel gemeinsam. Die Sage wurde erst spät überliefert, dürfte aber einen Verleger haben, der bereits im 12. bis 13. Jahrhundert bekannt war. Eine weitere Kriegerfigur, „Romund den Rå“, wird in Rolf Krakes Saga ebenfalls als Teil von Rolfs Herde erwähnt.

## Moderne Versionen
Das Lied wurde von einer Reihe von Bands und Künstlern aufgenommen
- Die Metal-Band Týr nahm eine Version des Liedes auf ihrem 2003 erschienenen Album Eric the Red auf. Týrs Aufnahme zeichnet sich dadurch aus, dass sie in Gøtudanskt aufgenommen wurde.
- Musica Ficta
- Sorten Muld im Album III aus dem Jahr 2000
- Folkstow
- Morild
- Myrkur über Folkesange aus dem Jahr 2020

## Text
Text, wie er im Højskolesangbogen erschien:
Ramund var sig en bedre mand

om han havde bedre klæder

Dronningen gav hannem klæder på stand

af blårgarn, bast og læder

„Sådant vil jeg ikke ha“, sagde Ramund.

„Sådant står mig ikke bra“, sagde Ramund hin unge

Ramund gik sig ved salten søstrand,

der så han syv jætter stande.

„Tager jeg Ramund på min mindste hånd

og kaster ham langt fra lande.“

„Det gør ikke ene du,“ sagde Ramund,

„Komme må I alle syv,“ sagde Ramund den unge.

Ramund tog til sit dyre sværd,

det han kaldte Dymlingen røde.

Hug han de jætter syv med en færd,

at blodet randt dennem til døde.

„Der ligger alle syv,“ sagde Ramund,

„Alt står jeg her endnu,“ sagde Ramund den unge.

Ramund ladede skibene syv

med guld og med ædele stene.

Sejled så over den sø så stiv,

hen ind på kejserens lande.

„Nu er vi komne her,“ sagde Ramund,

„Nu har vi bedre lært,“ sagde Ramund den unge.

Kejseren ud af vinduet så

med angest og sorrigfuld mine:

„Hvo er den mand, i gården mon stå

og der så hæsselig grine?“

„Det er mig, jeg har lyst,“ sagde Ramund,

„med dig at vov' en dyst,“ sagde Ramund den unge.

„Kære Ramund! du lade mig leve,

jeg så end aldrig din lige.

Min yngste datter vil jeg dig give

og halvparten af mit rige.“

„Det tar jeg, når jeg vil,“ sagde Ramund,

„og så din datter til,“ sagde Ramund den unge.

Ramund tog til sin store kniv,

den han kaldte Dymlingen dyre.

Skilte han kejseren ved hans liv,

at hovedet fløj femten mile.

„Jeg mente, den ej bed,“ sagde Ramund,

„Dog rinder blodet ned,“ sagde Ramund den unge.